# Wolfram Wette
Wolfram Wette (Ludwigshafen am Rhein, Alemania nazi, 11 de noviembre de 1940) es un historiador militar alemán e investigador de la Irenología (estudios para la paz). Es autor o editor de más de cuarenta libros sobre la historia de la Alemania nazi, incluida la serie seminal Alemania y la Segunda Guerra Mundial de la Oficina de Investigación de la Historia Militar Alemana (MGFA).
Su libro más conocido, The Wehrmacht: History, Myth, Reality ha sido traducido a cinco idiomas y trata el tema de la criminalidad de la Wehrmacht durante la Segunda Guerra Mundial y el mito de la Wehrmacht inocente. En 2015, recibió la Orden del Mérito de la República Federal de Alemania, el único honor federal otorgado a ciudadanos alemanes por logros excepcionales.

## Biografía

### Educación y carrera
Wette nació en 1940 como hijo de Hermann Maria Wette, director de la Universidad de Música de Saarland, y su esposa Gertrud nee Egli, dentista. Su abuela fue la libretista, Adelheid Wette. Posteriormente, describió la Unión de Jóvenes de Suabia fundada por Peter Rohland como una experiencia formativa de su juventud.
De 1971 a 1995, Wette trabajó en la Oficina de Investigación de Historia Militar (MGFA). Posteriormente, fue profesor de historia en la Universidad de Friburgo. También, fue cofundador del Grupo de Trabajo de Investigación sobre la Paz Histórica (Arbeitskreis Historische Friedens- und Konfliktforschung e.V.). Fue miembro del consejo municipal de Friburgo de 1980 a 1989 como miembro del Partido Socialdemócrata de Alemania (SPD), y también fue presidente del grupo parlamentario del SPD y presidente de la asociación de la ciudad del SPD.

### Historiador de la Alemania nazi
Wette es autor o editor de cuarenta libros sobre la historia de la Alemania nazi, incluida la Wehrmacht (fuerzas armadas), su liderazgo y su relación con el nazismo. Los trabajos de Wette exploraran temas que en el momento de su publicación se consideraban tabú o poco discutidos en Alemania, como la deserción, la traición y la ayuda a las víctimas del régimen nazi por parte del personal militar. A pesar de miles de ejecuciones por «socavar la moral militar», la investigación de Wette ha demostrado que solo tres militares de la Wehrmacht fueron ejecutados por ayudar a los judíos. Wette exploró el tema en su libro Feldwebel Anton Schmid: Ein Held der Humanität (Feldwebel Anton Schmid: Un héroe de la humanidad). El libro contaba la historia de Anton Schmid, quien ayudó a los judíos confinados en el gueto de Vilna. Fue condenado a muerte por sus superiores militares y ejecutado en 1942. Debido a la naturaleza controvertida del trabajo de Wette, ha recibido amenazas de muerte por parte de grupos de extrema derecha.

### The Wehrmacht: History, Myth, Reality
Su libro de 2002, Die Wehrmacht. Feindbilder, Vernichtungskrieg, Legenden (La Wehrmacht: imágenes del enemigo, guerra de exterminio, leyendas) se publicó en 2006 en inglés como The Wehrmacht: History, Myth, Reality por la editorial Harvard University Press. Sobre la base del estudio de Omer Bartov de 1985 The Eastern Front, 1941–1945: German Troops and the Barbarisation of Warfare (El frente oriental, 1941-1945: las tropas alemanas y la barbarización de la guerra), el libro deconstruye el mito de la Wehrmacht inocente. Según la revista literaria The Atlantic, el libro demuestra que «la Wehrmacht (y no, como lo dirían los generales alemanes en la posguerra, simplemente las SS) se unieron libre e incluso con entusiasmo en el asesinatos y genocidios, que eran características centrales, más que incidentales, de su esfuerzo».
El libro complementa los estudios anteriores que se centraron en el Landser medio (soldado) y también analiza la complicidad de los niveles más altos de la Wehrmacht. Al revisar el trabajo, el historiador Geoffrey P. Megargee señaló que «hasta el trabajo de Wette, no había una encuesta general y concisa sobre los crímenes de la Wehrmacht, al menos para la audiencia de habla inglesa. Por lo tanto, su trabajo llena un vacío significativo en la literatura». La revisión continúa criticando el libro por omitir áreas clave, según Megargee, para evaluar la criminalidad de la Wehrmacht, incluido el asesinato de más de tres millones de prisioneros de guerra soviéticos, la doctrina Bandenbekämpfung (lucha contra los bandidos) que consistía en llevar a cabo una guerra contra la contrainsurgencia con la máxima brutalidad, y órdenes criminales, como la Orden de los Comisarios, el Decreto Barbarroja o las Directrices para la conducta de las tropas en Rusia.

## Premios y honores
- Cruz de la Orden del Mérito de la República Federal de Alemania (2015);[1]
- Medalla de plata al mérito de la ciudad de Waldkirch (1998);[5]
- Cátedra honoraria en la Universidad de Lipetsk (2002);[5]
- Ciudadanía honoraria de la ciudad de Waldkirch (2020).

## Publicaciones

### En inglés
- Wette, Wolfram; Deist, Wilhelm; Messerschmid, Manfred; Volkmann, Hans-Erich (1990-2018). Germany and the Second World War; Volume I: The Build-up of German Aggression (en inglés). Oxford University Press. ISBN 0-19-822866-X. OCLC 21337207.
- Wette, Wolfram (2007). The Wehrmacht : history, myth, reality (en inglés). Cambridge, Massachusetts: Harvard University Press. ISBN 978-0-674-04511-8. OCLC 432685057.

### En alemán
- Kriegstheorien deutscher Sozialisten. Marx, Engels, Lassalle, Bernstein, Kautsky, Luxemburg. Ein Beitrag zur Friedensforschung. Kohlhammer, Stuttgart u. a. 1971, ISBN 3-17-094150-X.
- Con Wilhelm Deist, Manfred Messerschmidt, Hans-Erich Volkmann: Ursachen und Voraussetzungen der deutschen Kriegspolitik (= Das Deutsche Reich und der Zweite Weltkrieg. Bd. 1). Deutsche Verlags-Anstalt, Stuttgart 1979; aktualisierte Taschenbuchausgabe: Ursachen und Voraussetzungen des Zweiten Weltkrieges. Fischer Taschenbuch, Frankfurt am Main 1989, ISBN 3-596-24432-3
- Con Gerd R. Ueberschär: Bomben und Legenden. Die schrittweise Aufklärung des Luftangriffs auf Freiburg am 10. Mai 1940. Ein dokumentarischer Bericht. Rombach, Freiburg im Breisgau 1981, ISBN 3-7930-0292-6.
- Gustav Noske. Eine politische Biographie. Droste, Düsseldorf 1987, ISBN 3-7700-0728-X.
- Militarismus und Pazifismus. Auseinandersetzung mit den deutschen Kriegen. Donat, Bremen 1991, ISBN 3-924444-50-1.
- Die Wehrmacht. Feindbilder, Vernichtungskrieg, Legenden. S. Fischer, Frankfurt am Main 2002, ISBN 3-10-091208-X (translated in English, French, Spanish, Polish)
- Militarismus in Deutschland. Geschichte einer kriegerischen Kultur. Fischer-Taschenbuch-Verlag, Frankfurt a.M. 2011, ISBN 978-3-596-18149-0.
- Gustav Noske und die Revolution in Kiel 1918 (= Sonderveröffentlichungen der Gesellschaft für Kieler Stadtgeschichte Bd. 64.) Boyens, Heide 2010, ISBN 978-3-8042-1322-7.
- Karl Jäger. Mörder der litauischen Juden. Fischer Taschenbuch, Frankfurt am Main 2011, ISBN 978-3-596-19064-5.
- Feldwebel Anton Schmid: Ein Held der Humanität. S. Fischer, Frankfurt am Main 2013, ISBN 978-3-10-091209-1.
- Ehre, wem Ehre gebührt! Täter, Widerständler und Retter (1939–1945) (= Schriftenreihe Geschichte & Frieden. Bd. 24). Donat, Bremen 2014, ISBN 978-3-943425-30-7.